# Nothocercus bonapartei
Nothocercus bonapartei là một loài chim trong họ Tinamidae.